# Tekno Odin
Tekno Odin, född 10 maj 2008, är en norsk kallblodig travhäst som tävlade mellan 2011 och 2018. Han tränades av Øystein Tjomsland till mitten av 2018, och tränades därefter av Jan-Olov Persson. Totalt tog Tekno Odin 72 segrar på 122 starter, och sprang totalt in 10,7 miljoner svenska kronor.
Bland hans större meriter finns segrar i Norskt Kallblodskriterium, Norskt Kallblodsderby, Unionskampen och Svenskt Kallblodsderby.

## Historia

### Tiden som unghäst (2008–2011)
Tekno Odin gjorde tävlingsdebut på Jarlsberg Travbane den 20 mars 2011, i ett lopp som han vann med flera längder. Han var även favoritspelad i loppet. Sin första storloppsseger tog han den 18 september samma år, då han segrade i Norskt Kallblodskriterium på Bjerke travbane. Även i det loppet var han favoritspelad, och vann loppet med flera längder.
Under 2011 hann han även med att segra i Biri Oppdretningsløp på Biri Travbane.

### Tiden i världseliten (2012–2017)
2012 var Tekno Odin obesegrad mellan mitten av maj till början av november. Under perioden tog han 9 raka segrar. Under 2012 registrerades Tekno Odin som varumärke i Norge.
2014 segrade han bland annat i Moe Odins Æresløp, ett lopp som är uppkallat efter hans far. Den 17 maj 2015 slog han världsrekord över 1680 meter med voltstart, då han putsade Järvsöfaks tidigare världsrekord med tre tiondelar, i ett lopp på Sørlandets travpark i Norge.
Han var även obesegrad mellan början av september 2016 till mitten av februari 2017. Under den perioden tog han 10 raka segrar. Under 2016 tog han 16 segrar på 24 starter och sprang in två miljoner kronor.
2016 vann Tekno Odin Unionskampen på Färjestadstravet och krossade även Järvsöfaks världsrekord över distansen 2 140 meter auto på tiden 1.19,1.
Tekno Odin har bland annat deltagit i Elitkampen på Solvalla under Elitloppshelgen fyra gånger (2013, 2014, 2015 och 2016).

### Slutet på tävlingskarriären (2017–2018)
Under april 2017 skadade Tekno Odin sig i en senskida, vilket gjorde att han missade storloppen Elitkampen och Alm Svartens Æresløp. Han flyttades i mitten på 2018 till Jan-Olov Persson, där han fick rehabträning i form av simning, och debuterade i dennes regi i mitten av augusti. I debuten för Persson segrade han direkt i ett lopp på Gävletravet.
Den 22 september 2018 efter Unionskampen körts på Färjestadstravet, där Tekno Odin galopperat och fick bryta loppet, meddelade ägaren Elfinn Edvartsen att tävlingskarriären för Tekno Odin är över.

### Avelskarriär
Vid sidan av tävlingskarriären är Tekno Odin även en framgångsrik avelshingst. Han har fått 155 avkommor, varav 78 svenskregistrerade, fram till september 2018. Hans mest framgångsrika avkomma är Tekno Eld, som likt sin far segrat i både Norskt Kallblodskriterium och Norskt Kallblodsderby.

## Stamtavla
| Efter Moe Odin 1997 | Elding 1983     | Rappfot     | Granvar        |
| Efter Moe Odin 1997 | Elding 1983     | Rappfot     | Stjernefrid    |
| Efter Moe Odin 1997 | Elding 1983     | Elnett      | Jerker         |
| Efter Moe Odin 1997 | Elding 1983     | Elnett      | Tyra           |
| Efter Moe Odin 1997 | Moe Vilja 1991  | Lyngsvarten | Pilmin         |
| Efter Moe Odin 1997 | Moe Vilja 1991  | Lyngsvarten | Lyngmöj        |
| Efter Moe Odin 1997 | Moe Vilja 1991  | Lund Blessa | Kinge Balder   |
| Efter Moe Odin 1997 | Moe Vilja 1991  | Lund Blessa | Solbergstjerna |
| Undan Lyana 1999    | Spang Best 1991 | Bestjerker  | Jerker         |
| Undan Lyana 1999    | Spang Best 1991 | Bestjerker  | Best Dokka     |
| Undan Lyana 1999    | Spang Best 1991 | Britta      | Barry          |
| Undan Lyana 1999    | Spang Best 1991 | Britta      | Evelynstjerna  |
| Undan Lyana 1999    | Pållyana 1985   | Korbest     | Bestmin        |
| Undan Lyana 1999    | Pållyana 1985   | Korbest     | Kora Bausson   |
| Undan Lyana 1999    | Pållyana 1985   | Pål Jenta   | Haakesjur      |
| Undan Lyana 1999    | Pållyana 1985   | Pål Jenta   | Solbergstjerna |